# Lispe surda
Lispe surda är en tvåvingeart som beskrevs av Charles Howard Curran 1937. Lispe surda ingår i släktet Lispe och familjen husflugor. Inga underarter finns listade i Catalogue of Life.